# Atopophysa sinotibetaria
Atopophysa sinotibetaria är en fjärilsart som beskrevs av Eugen Wehrli 1931. Atopophysa sinotibetaria ingår i släktet Atopophysa och familjen mätare. Inga underarter finns listade i Catalogue of Life.